# Улица Софьи Перовской (Тверь)
У́лица Со́фьи Перо́вской (ранее Старицкая улица, 1-я Никольская улица) — улица в Твери. Расположена в Центральном районе города, в Затьмачье.

## Расположение
Соединяет Советскую улицу и проспект Калинина. От реки Тьмаки переходит в Советскую улицу, от перекрёстка с 1-м Головинским валом переходит в проспект Калинина.
Улица Софьи Перовской пересекает улицы Ефимова, Дмитрия Донского, переулок Трудолюбия и Беляковский переулок.

## История улицы
Появилась во время регулярной планировки Затьмачья в 1770-х годах.
Начиналась от набережной реки Тьмаки от урочища Зверинец (ныне залив Тьмаки, который вдавался в сушу глубже: косая стена дома № 32 по набережной реки Тьмаки проходила вдоль берега).
Являлась главной улицей Затьмачья.
Сначала называлась Старицкой, так как начинала дорогу на Старицу, но в начале XIX века стала называться 1-й Никольской улицей по церкви Николая Чудотворца, что на Зверинце (площадь Победы).
Застраивалась (последний квартал в начале XIX века) одно- и двухэтажными деревянными, а затем и кирпичными домами, в некоторых имелись торговые лавки. Сохранившиеся дома такого типа относятся к середине или концу XIX века, из них имеют статус памятника архитектуры № 11/30 (епархиальное управление), 17, 23, 27, 31/24 (в 2006 пострадал от пожара, в 2007—2008 перестроен до неузнаваемости), 39.
В доме № 15 в 1930—1980-х годах был торфотрест (ПО Калининторф), сейчас находится комитет по охране памятников, в доме № 29 был продовольственный магазин, сейчас магазин «Водная техника», в доме № 43 парикмахерская, в доме № 45/24 (ранее 45/22) была столовая № 22, затем (в 1970-х годах) КМУ треста Центроэлектромонтаж и бюро путешествий и экскурсий, сейчас несколько магазинов; в 1990-х годах из состава этого дома выделено одно из зданий (Беляковский переулок, дом 22).
В начале XIX века часть стороны 1-го квартала заняла Духовная семинария (основана в 1722 как Епархиальная славяно-русская школа, в 1739 переименована, размещалась сначала в Архиерейском доме (на месте Путевого дворца, Соборная площадь), затем (с 1724) в Фёдоровском монастыре (Краснофлотская набережная), с конца 1770-х годов в своём здании на Дворцовой площади, упразднена в 1918 году, в её зданиях размещались школа и учительский институт). В 1875—1881 годах сооружён новый главный корпус семинарии.
В 1875—1878 годах построен главный корпус Аваевской больницы (дом № 54; затем один из корпусов городской больницы № 1, ныне 2-й корпус центра специализированных видов медицинской помощи имени В. П. Аваева), в 1899 году к нему пристроена больничная церковь иконы Божией Матери «Всех скорбящих радости» (при советской власти закрыта, была частью здания, ныне восстанавливается как церковь, в 2008 году восстановлен купол).
В конце XIX века построены лечебный корпус Аваевской больницы (дом № 56; затем один из корпусов Больничного городка, в 1936—1980 онкологическая амбулатория (с 1946 диспансер), с 1980 по середину 1990-х пребывал в запущенном состоянии, во второй половине 1990-х, после перестройки (прежний корпус вошёл в состав нового) там разместился кожно-венерологический диспансер, с 2008 центр специализированных видов медицинской помощи имени В. П. Аваева) и 2 флигеля больницы на красной линии (дома № 52 (при советской власти медицинская библиотека, ныне служебное и музейное здание городской больницы № 1) и 54а (снесён в 1980-х годах)).
В 1892 году построен двухэтажный деревянный жилой дом № 47 для врачей (ныне корпус городской больницы № 1), а в 1897 году — больница для слепых (дом № 55; затем ЛОР-отделение городской больницы № 1, сейчас клиника хирургической стоматологии).
В 1901 году по всей улице проложен узкоколейный трамвайный путь, пущен первый в городе трамвайный маршрут от Краснослободских ворот фабрики «Тверская мануфактура» до губернской земской больницы.
В 1919 году улица была переименована в честь С. Л. Перовской.
В 1920 годах на этой улице (точно дом неизвестен) открыт Центральный пролетарский театр-студия им. Горького (впоследствии клуб «Ударник», в конце 1930-х годов закрыт, в этом здании разместилась прокуратура Центрального района, дальнейшая судьба здания неизвестна, вероятно, уничтожено в ходе боёв в 1941). В 1920 году на месте бывших фабричных и городских больниц образован Больничный городок (с 1952 городская больница № 1, ныне городская больница № 1 имени В. В. Успенского), в 1930-х годах построен (из выходящих на улицу Софьи Перовской) ещё один его корпус (дом № 51).
В 1930 году оконечность Тьмацкого залива засыпана, улица продлена до нового моста через Тьмаку, вместо прежней узкой трамвайной колеи проложены 2 широкие, пущены трамваи № 1 и 2.
В 1937 году построен роддом № 3 (дом № 7), а к 1941 году четырёхэтажный кирпичный жилой дом № 26 со спортивным магазином «Буревестник» (ныне вместо него продовольственный магазин).
В 1943 году здание бывшей семинарии передано вновь образованному Суворовскому училищу. В 1952 году построен его новый корпус (дом № 2).
Также в 1950-х годах построены четырёхэтажные кирпичные жилые дома № 10/32 (в нём с 1953 по 1985 годы размещалась библиотека имени А. И. Герцена, Тверской проспект) и 28 (изначально 28/32) с овощным магазином и школа № 18 (дом № 6, в 1980-х годах переведена в новое здание на Учительской улице, прежнее заброшено).
С 1951 года по улице ходил трамвай № 7 (в 1976 году перенесён). В 1960-х годах построены кирпичные жилые пятиэтажки № 1/45 с женской консультацией и 12 с детской библиотекой № 2 Пролетарского района (затем № 1 Центрального района, ныне вместо неё магазины). В 1960-х годах по улице ходили трамваи № 10 и 11. В середине 1960-х годов пущен трамвай № 12, затем и № 14 (отменён в начале 1970-х).
С 1976 года ходил автобус № 7 (сначала в обе стороны, затем только в одну от начала до конца улицы, отменён в 1997 году). В 1970-х годах построены кирпичные жилые пятиэтажки № 30 и 32/28 (обе с магазинами, первая из них также с аптекой № 8, а последняя со сберкассой).
В 1980-х годах пущен автобус № 127 (в одну сторону с конца до начала улицы, отменён в 2007 году). В 1985 году построен девятиэтажный жилой дом № 14, в начале 1990-х годов дом № 8 (агентство недвижимости, кафе «Берлога» и магазин «Одежда»), а в середине 1990-х пяти-шестиэтажный жилой дом № 3 с офисом «Энергосбыта» на первом этаже.
В 1996 году по всей улице был пущен автобус № 20. В 1997 году с улицы были убраны трамвайные рельсы.
В 2006 году пущены автобусы № 116 (в одну сторону с конца до начала улицы, отменён в 2007 году, восстановлен в 2009 году) и 227 (в 2009 году заменён другим вариантом автобуса № 127), в 2007 году № 226 (в одну сторону от начала до конца улицы), в 2008 году № 21 (как 226).
В 2008 году снесён дом № 9а (там ранее находилась контора «Тверьагродорпроект»), на его месте ведётся строительство.
В 2009 году снесён дом № 31, на его месте ведётся строительство офисного центра.